# Usnarz Dolny
Usnarz Dolny (biał. Дольны Уснар, Dolny Usnar; ros. Уснар-Дольный, Usnar-Dolnyj) – chutor na Białorusi, w obwodzie grodzieńskim, w rejonie brzostowickim, w sielsowiecie Koniuchy. W 2009 roku liczył 4 mieszkańców.
Po II wojnie światowej, w efekcie zmian granic państwowych, miejscowa ludność rzymskokatolicka została przesiedlona do miejscowości Jurowlany, skąd wcześniej przymusowo wysiedlono tamtejszą ludność prawosławną.